# Ouled M'Barek (kommun)
Oulad M Barek (franska: Oulad M Barek (CR), Oulad M Barek (Commune Rurale), arabiska: أولاد كناو) är en kommun i Marocko.   Den ligger i provinsen Béni Mellal och regionen Béni Mellal-Khénifra, i den nordöstra delen av landet, 190 km söder om huvudstaden Rabat. Antalet invånare är 5 672.